# Marija Terezija Španjolska
Marija Terezija (El Escorial, Španjolska, 10. rujna 1638. -  Dvorac Versailles, Versailles, Francuska, 30. srpnja 1683.) bila je rođenjem infanta od Španjolske i Portugala (do 1640.), austrijska nadvojvotkinja kao pripadnica španjolske grane Habsburgovaca, te udajom za Luja XIV. kraljica Francuske od 1660. do svoje smrti. Luj XIV. nikada nije htio oženiti svoju sestričnu Mariju Tereziju, ali je morao na nagovor svoje majke, Ane Austrijske da bi se okončao dugi rat između dvaju zemalja. Kraljica je s Lujem imala mnogo djece i bila je ugledna osoba na dvoru, ali nije nikada dobila kraljevu ljubav i privrženost. Često je živjela u sjeni Lujevih mnogih ljubavnica. Marija Terezija je zadnjim dijelom srpnja 1683. naglo oboljela, a njezin suprug Luj XIV. naredio je da se u njenim odajama uvijek za svaki slučaj drže posmrtni sakramenti. Umrla je 30. srpnja iste godine, a po njenoj smrti njezin suprug, kralj je izrekao: „Ovo je prva žalost koju mi je ikad pružala.”